# Janusz Markowski
Janusz Markowski (ur. 1947) – polski biolog, zoolog, profesor, zastępca przewodniczącego Komitetu Zoologii PAN, wykładowca akademicki Uniwersytetu Łódzkiego. Brat Tadeusza.